# 谷口仁則
谷口 仁則（たにぐち ひとのり、 1973年12月11日 - ）は日本の映画監督、プロデューサー 、ディレクター、 脚本家。大阪府大阪市出身。

## 来歴
大阪芸術大学美術学科卒。
卒業後、ITSに入社。主に関西圏でテレビディレクターとして活躍。2007年には株式会社ウォークオン設立。
2013年に第5回沖縄国際映画祭の地域発信型映画として丸亀市と制作された『MG-2416』（2013年作品）が氷見絆国際映画祭の最優秀作品賞を受賞。 『よしもと新喜劇映画商店街戦争～SUCHICO～』（2016年作品）は沖縄国際映画祭、京都国際映画祭に招待されている。

## 人物・エピソード
- 松田優作、長渕剛、ブルースリーに多大な影響を受けていることを公言している。ABCラジオよなよなでは、ダイアンがミニ渕と呼び頻繁に話題に登場していた。
- 長渕剛とは一度食事を共にし長渕本人から演出論や暴力描写へのアドバイスを受けた事がある。
- ７０年代の刑事ドラマ、８０年代のアクション映画やホラー映画の知識が豊富でバラエティ番組の中でもその知識を映像や演出に反映させる事が多い。
- ドラマでは回ごとに主人公の衣装の色を変える事が多いが、これは松田優作主演ドラマ「探偵物語」の影響である。
- 2000年代は数多くのバラエティ番組を担当、兵動大樹・野性爆弾・すっちーなどとの交流が深い。
- ミルクボーイ駒場とは筋力トレーニングのトレーナーと生徒の関係でもあり親交が深い。２０１７年富士山麓で行われた長渕剛のオールナイトLIVEには２人で参戦している。

- マイケル・ベイ、ロブ・ゾンビ、トニー・スコット、石井隆のカメラワークや照明に影響を受けており自作の中でも細かいカット割りや原色を基調としたネオン照明のシーンが多々登場する。急激なズームバックや不規則な位置にスローズームをかける演出は石井隆監督の影響が最も強いと本人も語っている。
- ２０１０年代以降はバラエティだけでは無く舞台演出や映画、ドラマなどに重きを置いて活動
- 「おっさんずラブ」の瑠東東一郎監督とはお互い盟友として交流を続けている。また谷口・瑠東・兵動大樹の３人が揃えば大きなトラブルが現場で起きるというジンクスがあり、３人で厄除けと滝修行に通う事もあった。

## 作品

### 映画・ドラマ・舞台演出・監督作品
- 「MG-2416」（監督・脚本：2013年・沖縄国際映画祭出品作品・氷見絆国際映画祭最優秀作品賞受賞）
- 「よしもと新喜劇映画商店街戦争～SUCHICO～」（監督・脚本：2017年3月5日公開）
- 「HKTと４８人の映画監督」（松本日向主演回を監督）
- 「トリプル・ミッション！！！」「BADLUCK」（監督・２０２０年・ひかりTV・FOD配信ドラマ）
- 「DIVE！」（監督・テレビ東京）
- 「ボクとツチノ娘の１ヶ月」（監督・YTV・２０２１年３月５日〜放送）
- 「その少女、怒り。」（２０２２年・監督）主演：石川瑠華
- 「HEROINES」（２０２４年・監督）主演：フォーエイト４８・南野陽子ほか
- 「踊る新喜劇」（２０１４年・舞台演出）
- 「が〜まるちょば新喜劇」（２０１３年・舞台演出）
- 「しゃかりき駐在さんリターンズ」（２０１３年・舞台演出）
- 「愛のなきがら」（２０１７年・企画、演出）

### 主な作品
- 「これが無いなら来なかった～又吉直樹の宮古島～」（amazonプライムビデオ 2017年3月31日）
- 「オワライカスタム」（関西テレビ 2013年～2015年）
- 「兵動大樹のおしゃべり大好き」（DVD）
- 「野爆DVDinDVD」（DVD）
- 「シャバダバの空に」（KTV）
- 「ちゃちゃ入れマンデー」（KTV）
- 「野爆テレビ」（CS）
- 「しゃかりき駐在さん」（ABC）
- 「レースガイド」（KTV）
- 「ダイアンのよなよな...」（ABCラジオ）

## 受賞歴

### 映画賞
MG-2416
- 氷見絆国際映画祭短編映画最優秀作品賞